# Daniel Aráoz (actor)
Daniel Pedro Aráoz (Córdoba; 6 de setembre de 1962) és un actor, humorista, director teatral i presentador de televisió argentí, guanyador del Premi Cóndor de Plata al millor actor el 2011.

## Carrera
No va estudiar art dramàtic. Va començar a treballar en la televisió dels anys vuitanta en el mític noticiari còmic de televisió La noticia rebelde, de Adolfo Castelo i Jorge Guinzburg.
Es va conèixer amb l'actor porteny Coco Sily en una festa de cap d'any. D'aquesta relació van crear l'obra de teatre Ataque de pánico. Després d'aquesta experiència, que van protagonitzar i van produir, van voler apostar al circuit comercial i Aráoz va cridar Roberto Fontanarrosa. Li va dir que volien fer alguna cosa adaptant algun conte seu. El "Negro" li va dir: «Perfecte, leé els llibres i sacá el conte que vulguis». Aráoz li va replicar que no, que volia contes inèdits. Així van començar a construir una amistat a la distància.

## Televisió
- 1988: La noticia rebelde
- 1989: El mundo de Antonio Gasalla,
- 1992: De la cabeza, América
- Rebelde sin pausa,
- Club social y deportivo,
- Cara y ceca,
- 1995: El Palacio de la Risa, Canal 13
- 1998: La barra de la tele, Canal 13
- 1999: Por el nombre de Dios, Canal 13
- Café Fashion, Azul TV
- 2001: 22, el loco, Canal 13
- 2002: 099 Central, Canal 13
- 2003: Durmiendo con mi jefe, Canal 13
- 2003: Tercer tiempo, comèdia dramàtica amb Emilio Disi, Alberto Martín, Gerardo Romano, Matías Santoianni. Guió de Coco Sily.[3]
- 2003-2006: Compatriotas, programa cultural de mitjanit amb Coco Sily, per Canal 7.[4]
- 2004: Los pensionados, Canal 13
- Un cortado, Canal 7
- 2005: Casados con hijos, Telefe
- 2006: Juanita, la soltera, Canal 13
- 2007: Los cuentos de Fontanarrosa, Canal 7
- 2008: Los Exitosos Pells, Telefe
- 2011: Animales sueltos, América
- 2013: Los vecinos en guerra, Telefe
- 2014: Viento Sur - Episodi 8: "La Travesía", América
- 2016: La última hora
- 2020: Puerta 7
- 2021: MasterChef Celebrity Argentina

## Filmografia
- 2021: Cato
- 2021: La noche más larga
- 2019: Porno para principiantes como Boris
- 2019: La rosa del desierto
- 2019: La odisea de los giles
- 2018: El Potro: Lo mejor del amor
- 2018: 27: el club de los malditos
- 2017: Una especie de familia como Dr. Costas
- 2017: Vergel como Barman
- 2016: Agosto final com Raúl Barón Biza
- 2016: 8 tiros
- 2014: Bañeros 4: Los Rompeolas
- 2009: El hombre de al lado com Víctor (Premio Cóndor de Plata 2011)
- 2006: 1 peso, 1 dólar
- 2005: Papá se volvió loco com Marito
- 2001: ¿Quién está matando a los gorriones?
- 2000: Una historia de tango (curtmetratge) com el mosso
- 1998: El desvío com Darío
- 1987: La clínica del Dr. Cureta.

## Teatre
- La jaula (vida, sueños y lucha de nuestra clase obrera) de Julián Romeo, teatre barrial a Córdoba, amb debats al final de l'obra.
- El mundo es un espectáculo amb Raúl Ceballos («Doña Rosa»)
- Caldo de cultivo (amb direcció de Jorge Petraglia)
- Fuenteovejuna (de Lope de Vega)
- Gracias, electroshock (escrita amb Norman Briski).
- Los 90 no son nada (amb direcció de L. Marechal
- 10 minutos para enamorarse (dirigida per Alberto Ure)
- La mesa de los galanes (de l'humorista rosarino Roberto Fontanarrosa, dirigida per Julio Ordano)
- Uno nunca sabe (de Roberto Fontanarrosa, dirigida per Marcelo Alfaro).
- Cash (actor, amb Norma Pons, Gustavo Garzón i Ronnie Arias)
- Áryentains 2 (actor, amb Coco Sily, Jean Pierre Noher i Roly Serrano)
- Áryentains (actor)
- Esperando a Héctor Irusta (autor, actor)
- Ataque de pánico (autor, actor)
- Incendios (actor)
- Un estreno o un velorio (actor, amb Flavio Mendoza, Georgina Barbarossa, Betiana Blum i Nicolás Scarpino)

## Premis i nominacions
Academia de las Artes y Ciencias Cinematográficas de la Argentina
- Nominat en 2017 al Premi al Millor Actor de Repartiment per Una especie de familia
- Guanyador en 2010 al Premi al Millor Actor per El hombre de al lado

Asociación de Cronistas Cinematográficos de la Argentina
- Nominat el 2018 al Premi al Millor Actor de Repartiment per Una especie de familia
- Guanyador el 2011 del Premi al Millor Actor Protagonista perEl hombre de al lado

XVI Mostra de Cinema Llatinoamericà de Catalunya
- Guanyador del Premio al Millor Actor per El hombre de al lado compartit amb Rafael Spregelburd[5]

Festival de Cinema d'Oldenburg
- Guanyador en 2020 del Premi Seymour Cassel per Actuació destacada d'un Actor per La noche más larga